# 요제 유란치치

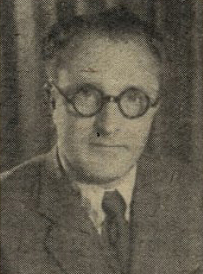

요제 유란치치(슬로베니아어: Jože Jurančič, 1902년 3월 9일 - ? )는 슬로베니아의 교육자, 정치활동가, 저항운동가이다.
전간기에 여러 진보운동에 동참했고 1925년 유고슬라비아 공산당에 입당했다. 1941년부터 반추축국 저항운동에 참여하다가 붙잡혀 1942년 4월에서 1943년 9월까지 크로아티아의 라브 섬 강제수용소에 수감되었다. 이후 1943년에 수용소 폭동을 주도하여 수용소를 지키던 이탈리아군을 제압하고 라브 여단의 정치장교가 되어 슬로베니아 국민해방위원회에 참여했다.
슬로베니아 공산당원으로서 2차대전 종전을 맞고 1946년 2월까지 슬로베니아 인민공화국 교육차관을 지냈다.  1948년 코민포름 때 당에서 제명을 당했고 1949년 4월에서 1954년까지 크로아티아 해안의 척박지 지형 무인도인 골리오톡에서 수용소 생활을 했다. 이때 죄수 신분으로 자신이 주도했던 1943년 라브 수용소 봉기 기념물을 만드는 노역에 동원되었다.
1954년에 석방된 뒤 여러 부서를 전전하다가 1963년 은퇴했다. 1972년 슬로베니아 공화국상 교육분야를 수상했다.